# 쉐보레

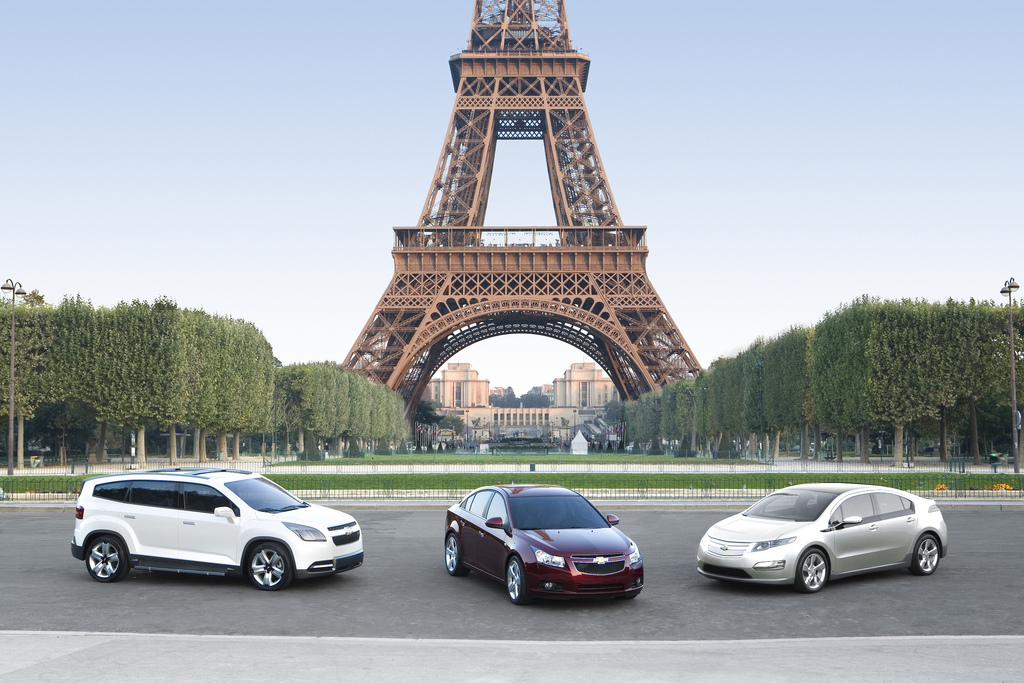
에펠탑에서 찍은 쉐보레의 차들

쉐보레(프랑스어: Chevrolet, IPA: [ˈʃɛvrəleɪ], 영어: Chevrolet Division of General Motors Company, 구어: Chevy, 영어:  /ʃɛvrəˈleɪ/)는 1911년부터 출시된 미국 제너럴 모터스의 자사 자동차 브랜드이다. 제너럴 모터스 브랜드 중에서 가장 대중적인 브랜드로 인정받고 있다.
쉐보레는 20가지 이상의 자동차를 판매하고 다양한 버전의 모델을 자국 시장에 판매하고 있고 승용차와 중형 트럭 시장에서 유명하다. 대표적인 픽업 트럭으로는 주로 콜로라도와 실버라도가 있다.
대한민국에서는 1972년 GM코리아에서 시보레1700을 출시한 이래, 오랫동안 시보레(일본어: シボレー)로 통용되어 왔고, 한동안 국립국어원에도 시보레로 등록되어 있었으나(실제 미국 현지 발음은 셰브럴레이에 가깝다), 2011년 1월 GM대우가 대우 브랜드를 폐지하고 회사명도 한국GM으로 변경하기로 결정하면서 이 브랜드 도입과 함께 기존의 시보레 대신 쉐보레로 표기한다고 발표하였다. 참고로, 대한민국의 공식 표기는 브랜드명은 '쉐보레', 창업자 이름은 '루이 셰브럴레이'로 되어있다. 브리태니커 백과사전 한국어판 및 대한민국의 일부 언론에서는 셰브롤레로 표기하기도 한다. 2013년 12월에 유럽 시장에서의 철수를 발표하였으며, 2016년에 캐딜락를 제외하고는 철수하였다.

## 판매 모델

### 대한민국에서 현재 판매하는 모델
| SUV      | 트랙스          | 트레일블레이저 |
| 픽업트럭 | 쉐보레 콜로라도 |                |

### 중국에서 현재 판매하는 모델
| 승용차   | 쉐보레 몬자     | 쉐보레 올란도   | 쉐보레 오닉스   | 쉐보레 말리부XL    |
| 트럭     | 쉐보레 실버라도 | 쉐보레 콜로라도 |                 |                    |
| SUV      | 쉐보레 트랙커   | 쉐보레 시커     | 쉐보레 이쿼녹스 | 쉐보레 블레이저 XL |
| 스포츠카 | 쉐보레 카마로RS |                 |                 |                    |

### 미국과 캐나다에서 현재 판매하는 자동차
| 승용차   | 쉐보레 스파크      | 쉐보레 소닉                                     | 쉐보레 크루즈              | 쉐보레 말리부   | 쉐보레 임팔라                               |               |
| 트럭     | 쉐보레 콜로라도    | 쉐보레 실버라도                                 |                            |                 |                                             |               |
| SUV      | 쉐보레 트랙스      | 쉐보레 이쿼녹스                                 | 쉐보레 블레이저            | 쉐보레 트래버스 | 쉐보레 타호 보관됨 2019-03-20 - 웨이백 머신 | 쉐보레 서버번 |
| 상용차   | 쉐보레 콜로라도    | 쉐보레 실버라도 보관됨 2019-07-08 - 웨이백 머신 | 쉐보레 익스프레스 컷어웨이 |                 |                                             |               |
| 스포츠카 | 쉐보레 카마로/ZL1/ | 쉐보레 콜벳 스팅레이/그랜드 스포트/Z06/ZR1      | 쉐보레 카마로 ZL1          |                 |                                             |               |
| 전기차   | 쉐보레 볼트(Volt)  | 쉐보레 볼트 EV                                  |                            |                 |                                             |               |

## 관련 드라마
- MBC 내 마음이 들리니 (2011년)
- MBC 애정만만세 (2011년)
- MBC 스캔들: 매우 충격적이고 부도덕한 사건 (2013년)
- MBC 장미빛 연인들 (2014년)
- MBC 앵그리맘 (2015년)
- MBC 여자를 울려 (2015년)
- MBC 엄마 (2015년)
- MBC 내 딸, 금사월 (2015년)

## 같이 보기
- 3D운전교실
- 제너럴 모터스
- 한국GM
- 신진자동차공업
- 쌍용자동차